# Circello
Circello (Ciorceglio in dialetto circellese) è un comune italiano di 2 084 abitanti della provincia di Benevento in Campania.

## Geografia fisica

### Clima
Circello offre un clima appenninico con inverni rigidi e nevosi con accumuli, che in casi eccezionali superano anche abbondantemente il metro. Le nevicate sono molto frequenti (la neve a volte è presente per anche più di 30 giorni), le estati sono fresche con temperature che difficilmente superano i 35 gradi. La temperatura più bassa registrata risale al 2 dicembre 1985 con -21°, ma anche notevoli sono quelle di gennaio 2003 (-13°) e dicembre 2010 (-15°). Per le estati si riscontra quella di agosto 2007 con +36° di massima.

## Storia

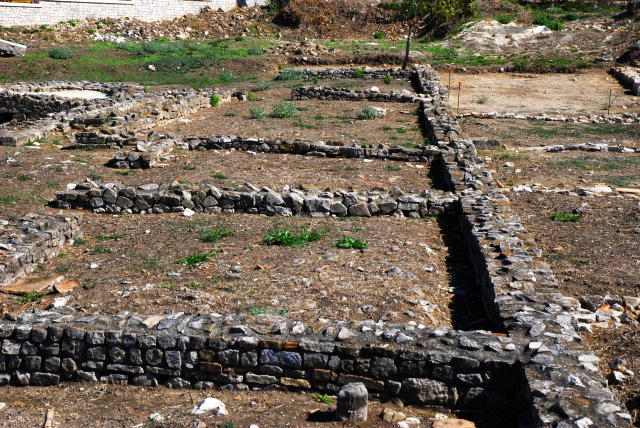
L'area archeologica di Macchia

Circello è un piccolo centro rurale sito nell'entroterra beneventano. Sorge su un promontorio roccioso proteso sulle valli dei torrenti Torti e Tammarecchia. 

### Origini preromane
Le sue origini sono da rintracciare in epoche remote: dominio della tribù sannitica dei Pentri, il territorio di Circello, faceva parte del Sannio Irpino e in particolare questa zona, come ricorda lo storico romano Tito Livio, era denominata "Taurasia". I territori dell'Alto Sannio furono poi conquistati dai Romani al termine delle guerre sannitiche, e il territorio di Circello divenne Ager publicus di proprietà del popolo romano. Proprio al periodo romano risalgono i reperti archeologici rinvenuti sul territorio e i recenti scavi effettuati in particolare in contrada Macchia.

### Deportazione ligure
Situata a pochi chilometri dal centro urbano di Circello, l'attuale zona archeologica di Macchia fu la sede di Bebio, l'antica capitale dei Liguri Bebiani, qui deportati nel 181 a.C. dai consoli romani Marco Bebio Tamfilo, dal quale i Liguri, secondo l'usanza romana, presero poi il nome, e Publio Cornelio Cetego.
Lo storico Tito Livio, nella sua monumentale storia di Roma, Ab Urbe condita, narra così della deportazione dei Liguri Apuani nel Sannio:

«I consoli P. Cornelio e M. Bebio che nel frattempo non avevano compiuto nulla di importante inerente al consolato condussero l'esercito nel paese dei Liguri Apuani. I Liguri che fino all'arrivo dei consoli nella provincia non si attendevano punto di dover combattere, attaccati di sorpresa, si arresero tosto, in numero di circa 12.000 – I consoli, dopo aver prima consultato il Senato, presero la decisione di deportarli lontano dai monti, (Alpi Apuane, da cui il loro originario nome) sì che non potessero nutrire speranza di ritorno, in territorio di pianura, convinti che questo fosse l'unico mezzo per porre veramente fine alla guerra in Liguria. 

Nel Sannio c'era un territorio di proprietà della repubblica, già appartenente ai Taurasini; quello i consoli designarono come la nuova sede dei Liguri Apuani; ordinarono perciò ad essi di discendere dalle loro montagne con i figli e le mogli e di portare seco tutti i loro averi. Più volte i Liguri, per mezzo di incaricati pregarono e supplicarono di non essere costretti ad abbandonare le loro case, la terra dove erano nati, le tombe dei loro morti; consegnavano le armi, offrivano ostaggi. Ma poiché non ottenevano nulla e non avevano forze sufficienti per ribellarsi, ubbidirono agli ordini. 

A spese pubbliche vennero deportati circa 40.000 uomini di libera condizione con le donne e con i figli. Vennero dati loro 150.000 denari d'argento perché potessero acquistare cose di prima necessità nelle nuove sedi. La divisione e l'assegnazione dei poderi fu compiuta da quegli stessi che avevano curato la trasmigrazione, Cornelio e Bebio: dietro loro richiesta però il Senato nominò cinque esperti che li consigliassero. Portata a termine la non indifferente impresa i consoli condussero l'esercito a Roma. Il Senato decretò ad essi il trionfo, e furono i primi che ottenessero quell'onore senza aver combattuto».
A testimoniare la presenza di questa colonia nel territorio rimane la famosa Tabula Alimentaria ritrovata proprio a Macchia nel 1832. Si tratta di un reperto di straordinaria importanza risalente all'anno 101: elenca i fondi e i proprietari ai quali era stata concessa, per volontà dell'imperatore Traiano, una somma di denaro in prestito, all'interesse del 2,5%. Il ricavato degli interessi era destinato ai fanciulli poveri. La tavola, ritrovata nel 1832 dall'avvocato e uomo politico circellese Giosuè De Agostini in un podere di sua proprietà, venne trascritta per la prima volta nel 1845 dal p. Raffaele Garrucci di Napoli. Essa è oggi visibile presso il Museo Nazionale Romano alle Terme di Diocleziano in Roma.
La città dei Liguri rivestì una certa importanza amministrativa e commerciale a livello locale, accrescendosi nel corso dei secoli con l'arrivo di veterani romani delle varie guerre che ricevevano in assegnazione i vari territori del luogo ancora liberi. Ciò nonostante, anch'essa come tutti i centri minori dell'impero romano, col trascorrere dei secoli, lentamente perse tutta la sua importanza, riducendosi ad un piccolo villaggio.

### Nuova conurbazione medievale
Una certezza dell'esistenza ancora vitale del centro, nell'alto Medioevo, è data dal ritrovamento di numerose monete risalenti a quel periodo. Poi improvvisamente tutto sembra tacere: mancando, infatti, testimonianze attendibili, l'ipotesi più credibile propende per un incendio del rimanente villaggio ancora esistente a Macchia. Ciò si presume sia accaduto tra l'VIII e il IX secolo (gli ultimi manufatti risalgono a quel periodo), e la distruzione è da imputare con tutta probabilità ai Saraceni, che per lungo tempo infestarono il Mediterraneo. A questo episodio risalirebbe infatti la successiva designazione di quel territorio col nome di Maccla Saracenorum.
I Liguri superstiti si rifugiarono nei territori immediatamente circostanti alla loro antica città, dando vita ai vari centri minori di: Macchia, Casaldianni, Forcellata. Un gruppo di questi superstiti venne a stabilirsi presso il promontorio roccioso sul quale sorge l'attuale centro abitato di Circello, stabilendo precisamente il primo nucleo di abitazioni nella zona sottostante lo sperone roccioso, dove sarebbe sorta l'antica chiesa di San Nicola, tutt'oggi esistente.
Il nuovo borgo venne denominato Cercellum per l'abbondanza di querce secolari nei dintorni del nuovo centro: così da Quercetum, Cercetum, Cercellum a Circello.
Con la dominazione normanna (XI secolo), nella parte più alta del promontorio, venne costruito il poderoso castello, che ebbe il suo completamento nel XIV secolo, con l'aggiunta della torre quadrata di difesa, costruita dagli Aragonesi.
Il borgo medioevale aveva sette porte, con sette camminamenti; a ciò si aggiungeva un passaggio segreto (oggi scomparso) che dalla chiesa di San Nicola portava al castello, ed era utilizzato nei momenti di pericolo dalla popolazione.
Al tempo di Guglielmo II di Sicilia detto il Buono, Circello dipendeva dalla contea di Cisterna e Pietracatella ed era feudo della famiglia Alemagna. Successivamente, e in maniera non chiara e documentata, questa famiglia perdette il suo feudo. Nel 1289 era in possesso di Eufrasia, di cui non è noto il casato che sposando Pandolfo Stellato o Scillato o Scigliatis. A Pandolfo successe verso il 1343 Niccolò. Nel 1365 circa era in possesso di Ugone la cui figlia Magalda (Margherita), che a sua volta lo recò in dote alla casata della Leonessa.
Nel 1457, un anno dopo il terribile terremoto del 1456, il feudo passò ai Carafa, prestigiosa e potente famiglia napoletana al tempo di Alfonso V d'Aragona, re di Napoli e di Sicilia.

### La battaglia quattrocentesca
Una situazione di estremo pericolo fu quella che si verificò il 3 giugno 1496: una fratricida battaglia fu, infatti, combattuta presso le mura del borgo di Circello; essa vide schierate, da una parte le truppe di Ferrante d'Aragona, e dall'altra, quelle di Carlo VIII.
Nel 1485 il re Ferrante I d'Aragona, re di Napoli, fu costretto ad affrontare una congiura ordita contro di lui dai suoi baroni. Sventata la congiura, i nobili ribelli, si rivolsero al giovane Carlo VIII re di Francia, invogliando ad allontanare gli Aragonesi dal Sud d'Italia. Frattanto, morto Ferrante gli successe Alfonso II d'Aragona che, di fronte all'invasione francese, cedette la corona al figlio Ferdinando II (detto Ferrantino), mentre Carlo VIII, entrava trionfatore in Napoli nel 1495. Ma a causa delle prepotenze dei Francesi, della pur viva resistenza degli aragonesi, e della contrarietà mostrata dalla maggior parte degli stati italiani di quel periodo, Carlo VIII fu costretto a tornare in Francia con metà del suo esercito. Allora gli Aragonesi rialzarono la testa. Battaglie e scaramucce tra i due schieramenti si ebbero un po' dappertutto. In particolare, gli Angioini, compiute alcune retate e saccheggi a danno di alcuni centri delle Puglia e del Molise, passando per Campobasso giunsero nella piana di Morcone: loro intento era quello di impadronirsi di Circello, roccaforte degli Aragonesi, soccorrere Fragneto Monforte avamposto angioino assediato dagli Aragonesi, così da aprirsi la via per Napoli.
Circello era luogo munito di un possente quadrilatero eretto dagli aragonesi stessi per fortificare il preesistente castello normanno. Fu così che cominciò l'assedio a Circello: gli Angioini portarono ben sette attacchi alla fortezza aragonese, ma per sette volte furono respinti. Fu in occasione di uno di questi attacchi che sotto le mura del borgo circellese perse la vita Camillo Vitelli, famoso capitano di ventura del XV secolo, che combatteva al fianco degli Angioini. Il Guicciardini ricorda il valente capitano con queste parole:
«Mentre a lato alle mura fa egregiamente l'ufficio di capitano e di soldato, percorso nella testa da un sasso terminò la vita sua».
Costretti a togliere l'assedio, gli Angioini dovettero accettare la battaglia. Era il 3 giugno 1496: le truppe degli Angioini furono messe in fuga, e presero la via della Puglia; ma raggiunte, furono sconfitte il 24 luglio presso Auletta.

### Il feudo
Nel 1536 Niccolò Maria di Somma acquistò il feudo di Circello dal viceré Filiberto di Chalon, principe d'Orange.
Nel 1548 il viceré don Pietro di Toledo diede l'investitura di questo feudo a Scipione di Somma, figlio di Niccolò, insieme a Colle) e agli altri feudi di Casaldianni, Macchia e Forcellata.
Nel 1581 fu concesso a Scipione di Somma il titolo di marchese di Circello ma questi lo rifiutò in favore del figlio Ferdinando, tenendo per sé solo il titolo di principe di Colle. La casa di Somma ha mantenuto il possesso del feudo ininterrottamente dal 1528 fino all'abolizione del feudalesimo: infatti proprio all'inizio degli anni cinquanta, con la morte di Vincenzo di Somma, si estinse la famiglia ducale di Circello, che aveva regnato su quelle terre per più di quattro secoli.
Nel periodo feudale Circello ospitò per lungo tempo la "Camera Marchesale" che amministrava la giustizia.

### Età moderna
Durante la rivoluzione partenopea del 1799, il borgo si schierò coi giacobini di Napoli; facendo successivamente parte della Capitanata fino al 1809, quando passò alla provincia di Campobasso. Circello fu tra i primi comuni ad aderire alla nascente provincia di Benevento, inviando al generale Garibaldi, di stanza in Avellino, una delegazione di rappresentanza guidata da Nicola Tartaglia, assieme a Luigi e Nicola Zaccari; ed infatti nel 1861 il comune fu integrato nella provincia di Benevento.
Dopo l'unità italiana il comune si schierò contro il brigantaggio, fenomeno che imperversò in maniera diffusa anche in queste contrade.
A partire dagli inizi del Novecento Circello ha vissuto un notevole calo demografico dovuto soprattutto all'emigrazione in massa, prima verso le Americhe, e poi, a partire dagli anni cinquanta, verso l'Australia, l'Argentina, il Venezuela, la Germania, la Svizzera e la Gran Bretagna.

### Simboli
Lo stemma è stato riconosciuto con DCG del 3 ottobre 1932.
Il gonfalone è un drappo di giallo.

## Monumenti e luoghi d'interesse

### Architetture militari
- Castello ducale

### Architetture religiose

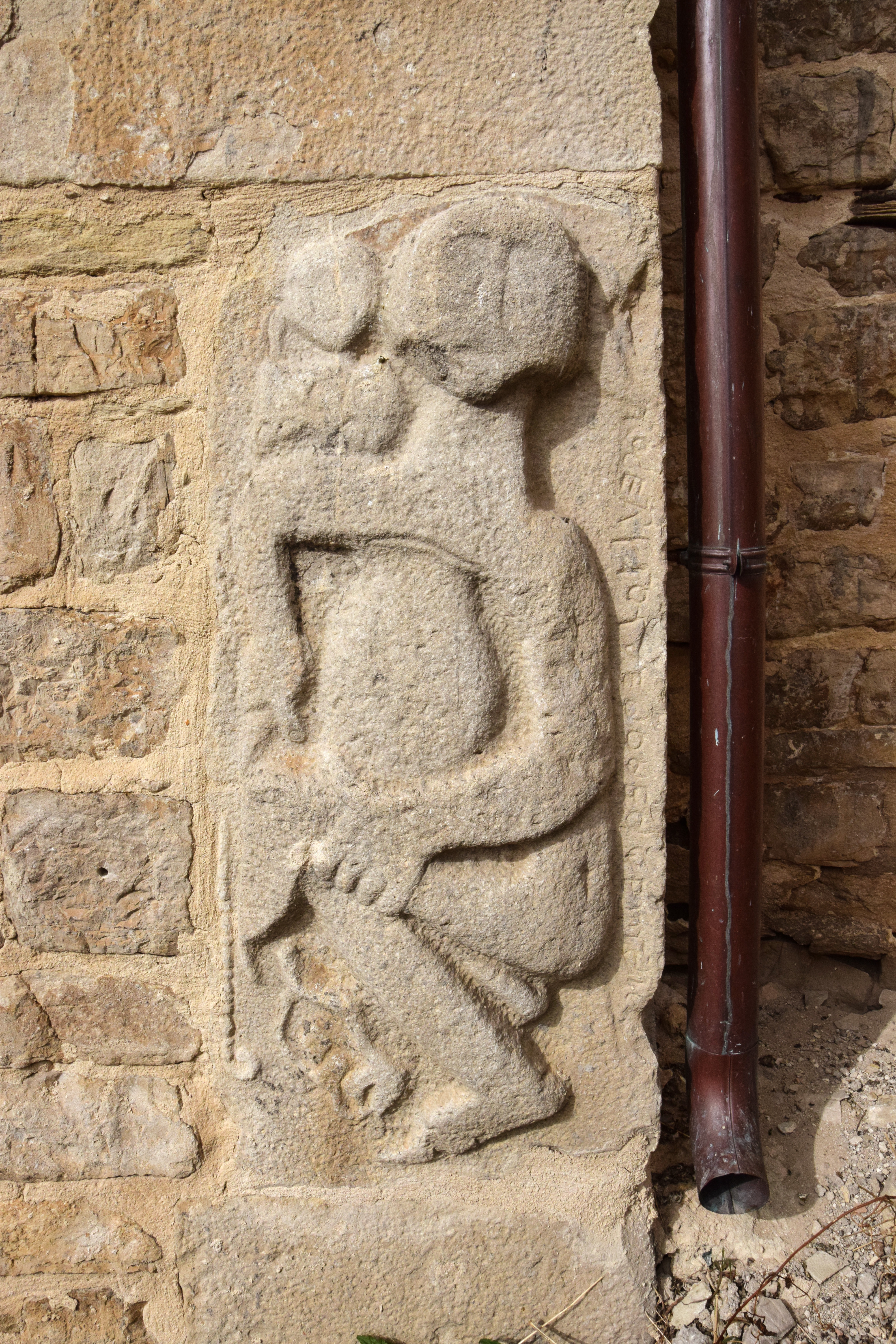
La figura umana incastonata nella torre di Sant'Angelo

- Chiesa dell'Annunziata
- Chiesa di San Nicola
- Chiesa di San Francesco
- Chiesa di San Rocco

- Torre di Sant'Angelo

È il campanile della vecchia chiesa parrocchiale di San Michele Arcangelo, distrutta dal terremoto del Sannio del 1688. Fu eretto nel 1272 facendo uso anche di materiale di spoglio, in particolare un blocco con una figura umana, insolito esempio di scultura altomedievale che risente di reminiscenze dell'arte dei Liguri Apuani.

### Siti archeologici
- Resti della città dei Liguri Bebiani in contrada Macchia, scoperta nel 1819 da Giovanni De Agostini in un fondo di sua proprietà. Qualche anno più tardi, suo figlio Giosuè, vi scoprì la Tabula Alimentaria dei Liguri Bebiani, sopra citata.

## Società

### Evoluzione demografica
Abitanti censiti

## Amministrazione
| Periodo | Periodo   | Primo cittadino   | Partito                      | Carica  | Note |
| ------- | --------- | ----------------- | ---------------------------- | ------- | ---- |
| 1985    | 1990      | Davide Nava       | Democrazia Cristiana         | Sindaco |      |
| 1990    | 1993      | Davide Nava       | Democrazia Cristiana         | Sindaco |      |
| 1993    | 1995      | Silvana Maggio    | Democrazia Cristiana         | Sindaco |      |
| 1995    | 1999      | Carlo Petriella   | Partito Popolare Italiano    | Sindaco |      |
| 1999    | 2004      | Carlo Petriella   | Centro Cristiano Democratico | Sindaco |      |
| 2004    | 2009      | Giuseppa Zaccari  | Civica Centro-sinistra       | Sindaco |      |
| 2009    | 2014      | Carlo Petriella   | Unione di Centro             | Sindaco |      |
| 2014    | 2019      | Gianclaudio Golia | Civica Centro-destra         | Sindaco |      |
| 2019    | 2024      | Gianclaudio Golia | Civica Centro-destra         | Sindaco |      |
| 2024    | in carica | Gianclaudio Golia | Civica Centro-destra         | Sindaco |      |